# Rhopalozetes maximus
Rhopalozetes maximus är en kvalsterart som först beskrevs av Pérez-Íñigo och Baggio 1994.  Rhopalozetes maximus ingår i släktet Rhopalozetes och familjen Microzetidae. Inga underarter finns listade i Catalogue of Life.